# Tetanorhynchus calamus
Tetanorhynchus calamus är en insektsart som först beskrevs av Hermann Burmeister 1880.  Tetanorhynchus calamus ingår i släktet Tetanorhynchus och familjen Proscopiidae. Inga underarter finns listade i Catalogue of Life.